# Ozicrypta pearni
Ozicrypta pearni là một loài nhện trong họ Barychelidae. Loài này phân bố ờ Queensland.